# Coloma Seró Costa
Coloma Seró Costa (El Albagés, 12 de junio de 1912 - Lunèl, Erau, Occitania, 20 de diciembre de 1996) fue una maestra republicana española, primera concejala de cultura del Ayuntamiento de Villafranca del Panadés. En algunos archivos aparece con los apellidos alternativos de sus dos maridos, Anta y Grobocopatel. A finales de enero de 1939 se marchó al exilio con unos sesenta niños. Estuvo internada en el campo de concentración de Argelès-sur-Mer. Durante la Segunda Guerra Mundial, luchó con la Resistencia en la Francia ocupada. Fue deportada y sobrevivió a los Campos de Ravensbrück y Bergen-Belsen, de donde fue liberada en 1945.

## Trayectoria
Nacida en L'Albagés, en la comarca de Les Garrigues, era hija de Teresa Costa Siuraneta y Josep Seró Espasa, de Cal Cabaler Seró. (En algunos escritos erróneos consta el apellido Serós y datos de nacimiento del 9 de junio y 12 de julio). Estudió magisterio y en febrero de 1936 obtuvo una plaza como maestra interina en la escuela mixta de Montpol, una de las siete entidades habitadas del municipio de Lladurs. Al estallar la Guerra Civil, se afilió al PSUC y compaginó su labor docente con la actividad política. En abril de 1938 se trasladó a Vilafranca, donde el 24 de junio asumió el cargo de concejala de Cultura en el Ayuntamiento. Durante la guerra se unió sentimentalmente a Inacio Augusto Anta, un portugués nacido en Braganza el 5 de abril de 1906, que servia como teniente de artillería en el ejército republicano y que murió en 1945 víctima de la Holocausto nazi. En enero de 1939, con la derrota del bando republicano, Serón, que también había asumido tareas de asistencia social, se exilio con un grupo de sesenta niños huérfanos o separados de sus familias y fue internada en el campo de Argelès. Tras su liberación, se estableció en la región de Gironda, donde trabajó de maestra. Conocida como Coloma Anta, durante la Segunda Guerra Mundial, luchó en la resistencia con los Maquisards de Talença. Fue detenida y encarcelada en Burdeos, y el 21 de abril de 1943 la enviaron al campo de Compiègne-Royallieu, que servia como centro de concentración previo a la deportación a Ravensbrück. El 31 de enero de 1944, un convoy partió con cientos de mujeres judías y prisioneras de varias nacionalidades, entre ellas Neus Català y muchas catalanas, amontonadas en vagones de ganado, casi sin comer ni beber, en un viaje de más de setenta y dos horas. El 3 de febrero ingresaron en el Bloque 22, donde fueron despojadas de su identidad, rapadas, y vestidas con el uniforme de rayas, marcado con un triángulo rojo y una S que las identificaba como Spanierin (presas políticas españolas). A Coloma Serós le fue asignado el número 27.037.
Las duras condiciones del campo de Ravensbrück, como la falta de higiene, el frío intenso, la falta de alimentos, el trabajo agotador, los castigos físicos y los experimentos médicos, hicieron que el número de prisioneras mayores disminuyera rápidamente. La catalana María del Carmen Gardell García, madre de Sabina Bartolí, enfermó gravemente y, agonizando, fue arrojada a un montón de cadáveres apilados entre dos barracones. Dos prisioneras la rescataron de noche; Gardell murió en brazos de Coloma Seró que le dio las últimas palabras de consuelo. Este suceso fue documentado por la escritora Montserrat Roig en su obra Els catalans en els camps nazis. Posteriormente, Roig escribió el poema Morir en Ravensbrück, que fue musicalizado e interpretado por la cantante Marina Rosell.
Más tarde, Seró fue enviada al campo de Bergen-Belsen, del cual fue liberada el 28 de febrero de 1945. Repatriada a Francia, estableció Telance y después en Toulouse y Mende, El 15 de noviembre de 1950 se casó con el guerrillero Victor Grobocopatel, con quien participó activamente en el Amical de los antiguos Guerrilleros Españoles en Francia hasta principios de 1979. No consta ninguna información fiable posterior, pero su tumba fue localizada en Montpellier por el técnico del Ayuntamiento de Lleida Josep Serra Grau.

## Reconocimientos
El 15 de noviembre de 2022 el Ayuntamiento de Vilafranca decidió en sesión plenaria rendir homenaje a Seró, aprobando incluir su nombre en el futuro nomenclátor de la ciudad.